# 나주 죽림사 건칠아미타여래좌상
나주 죽림사 건칠아미타여래좌상(羅州 竹林寺 乾漆阿彌陀佛坐像)은 대한민국 전라남도 나주시 남평읍 풍림리, 죽림사에 있는 조선시대의 불상이다. 2008년 12월 26일 전라남도의 유형문화재 제298호로 지정되었다.

## 개요
나주 죽림사 건칠아미타여래좌상(羅州 竹林寺 乾漆阿彌陀如來坐像)은 고려시대 후기의 불상 양식의 전통을 이어주는 조선 초기 불상으로서 우리나라 조선시대 전기불상의 양식을 연구하는데 매우 귀중한 예가 되고 있다. 전국적으로 15개 내외뿐인 희귀한 건칠불에 속하고 있어 역사적, 학술적 예술적 가치가 있다.

## 참고 자료
- 나주죽림사건칠아미타여래좌상 - 국가유산청 국가유산포털 참고자료 잘못연결 오류 전라남도 유형문화재 나주금성정의록 (羅州 錦城正義錄)